# Pterolophia nicobarica
Pterolophia nicobarica là một loài bọ cánh cứng trong họ Cerambycidae.